# Claude-François Balivet
Claude-François Balivet est un homme politique français né le 14 novembre 1754 à Gray (Haute-Saône) et mort le 23 avril 1813 à Fresne-Saint-Mamès (Haute-Saône).

## Biographie
Avocat à Gray, il est député de la Haute-Saône à la Convention, siégeant avec les modérés et votant pour la détention de Louis XVI. Il passe au Conseil des Anciens le 21 vendémiaire an IV, puis au Conseil des Cinq-Cents le 24 germinal an VII. 

## Sources
- « Claude-François Balivet », dans Adolphe Robert et Gaston Cougny, Dictionnaire des parlementaires français, Edgar Bourloton, 1889-1891 [détail de l’édition]